# هوارد جي. ثيلين
هوارد جي. ثيلين هو سياسي أمريكي، ولد في 1921، وتوفي في 25 مارس 2011.